# Bussunda

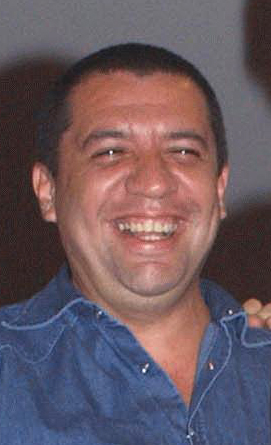
Cláudio Besserman Vianna alias Bussunda

Bussunda, pseudoniem van Cláudio Besserman Vianna (Rio de Janeiro, 25 juni 1962 – Vaterstetten, Duitsland, 17 juni 2006) was een Braziliaans komiek van Joodse afkomst.
Hij was een beroemde humoristische verschijning op de Braziliaanse televisie. Zo imiteerde hij voetballer Ronaldo en president Lula.
De zwaarlijvige Bussunda was verbonden aan de Braziliaanse komiekengroep Casseta & Planeta met een gelijknamige show op de Braziliaanse tv. Voor dit televisieprogramma maakte hij opnamen op het Wereldkampioenschap voetbal in Duitsland. Tijdens een partijtje voetbal met collega's van een andere tv-zender kreeg hij een fatale hartaanval.
Bussunda werd bijna 44 jaar oud en liet een vrouw en dochter achter.